# Gennevilliers
Gennevilliers ist eine französische Stadt mit 50.874 Einwohnern (Stand 1. Januar 2022) an der Seine nordwestlich von Paris. Sie gehört zum Département Hauts-de-Seine in der Region Île-de-France. Die Einwohner werden Gennevillois genannt.
Gennevilliers ist die nördlichste Gemeinde des Départements Hauts-de-Seine.

## Geschichte
Im Gebiet von Gennevilliers konnten Spuren der ersten Besiedlung bereits aus der Jungsteinzeit festgestellt werden. Ebenso zeigen keltische, römische und merowingische Münzfunde eine durchgehende Besiedlung an dieser Stelle. Die Seine spielte durch die Jahrhunderte eine wesentliche Rolle bei der Entwicklung von Gennevilliers. Ackerbau, Viehzucht, Fischfang und Jagd bildeten die wirtschaftlichen Grundlagen. Bis zur Gründung einer eigenen Kirchengemeinde im Jahr 1302 gehörte das Gebiet von Gennevilliers zu Asnières.
1740 und 1910 wurde Gennevilliers nach Dammbrüchen durch Hochwasser schwer geschädigt. 1746 ließ der Herzog von Richelieu hier durch Servandoni ein Schloss bauen. Dort empfing er Maria Leszczyńska, Ludwig XV. und Madame de Pompadour zu Jagdgesellschaften in die nahe gelegenen Wälder. Im Landhaus des Grafen von Vaudreuil fand am 27. September 1783 die erste nichtöffentliche Aufführung der Komödie Le mariage de Figaro (Figaros Hochzeit) von Beaumarchais statt.
Die industrielle Entwicklung von Gennevilliers begann erst Anfang des zwanzigsten Jahrhunderts. Durch den Anschluss an das Eisenbahnnetz 1909 entwickelte sich Gennevilliers zum industriellen Zentrum der Region. Besonders Zulieferfirmen der Automobilindustrie siedelten sich hier an. In den 1920er und 1930er Jahren wandelte sich die eher ländliche Gemeinde zu einer Arbeiterstadt, mit der ein Bevölkerungszuzug aus ganz Frankreich und aus Nordafrika einherging. Heute ist die selbstständige Gemeinde als Vorort mit Paris verschmolzen.

## Wirtschaft

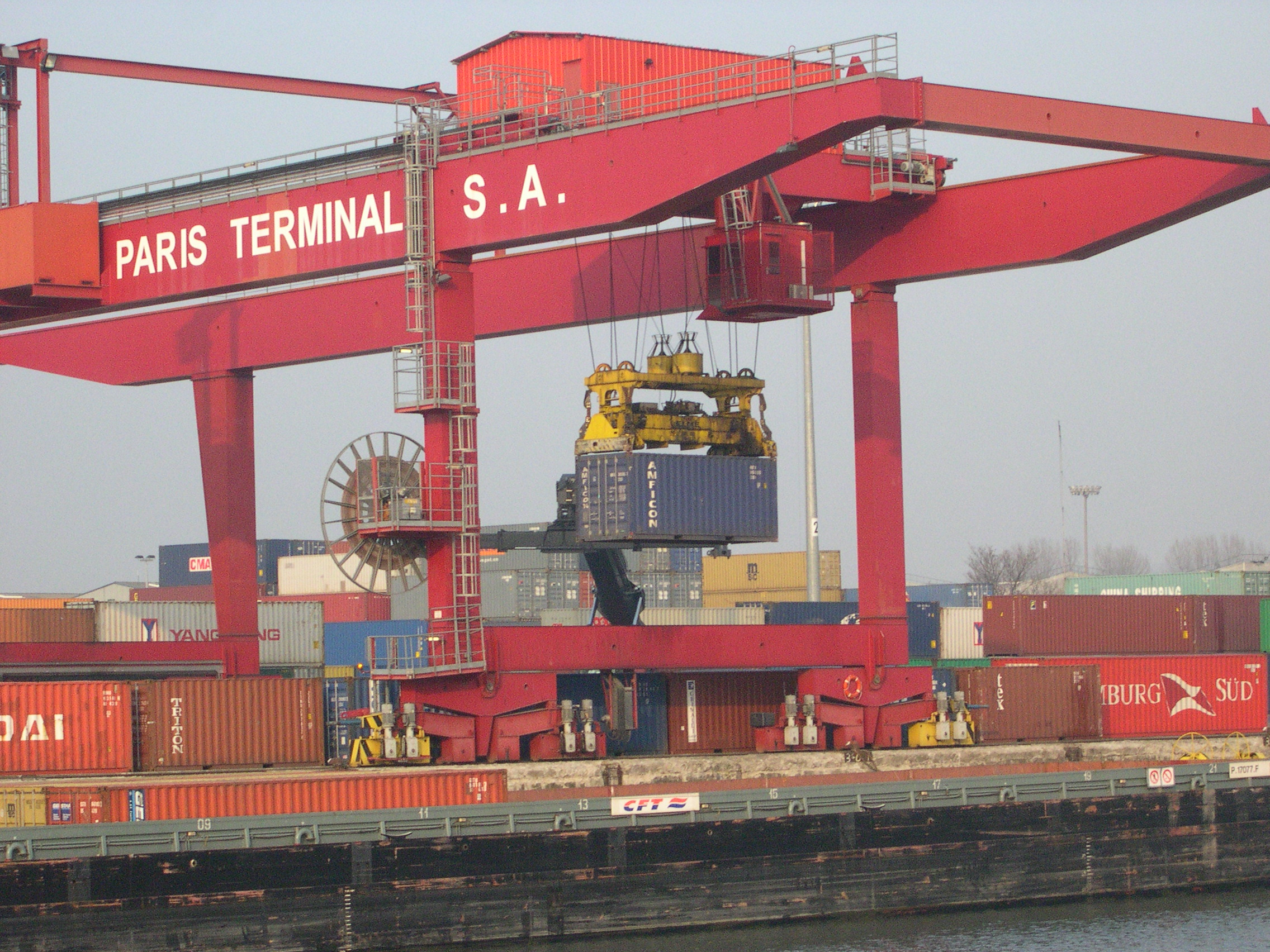
Binnenhafen Gennevilliers

Auf Grund der guten Infrastruktur und der Nähe zur französischen Hauptstadt ist Gennevilliers ein wichtiges Industriezentrum der Region. Es ist der Standort des größten Binnenhafens der Île-de-France. Zu den Umschlagsgütern zählen Fahrzeuge, Maschinen, Kohle, Erdölerzeugnisse, Abfall, Erze, Stahl und Agrarprodukte. Gennevilliers ist Sitz von Prisma Media, einem der größten Zeitschriftenverlage in Frankreich.

## Verkehr
Gennevilliers ist eine der nördlichen Endstationen der Linie 13 der Pariser Metro wie auch der Linie 1 der Pariser Straßenbahn.

## Städtepartnerschaften
- Ostrowiec Świętokrzyski in Polen
- Al-Bireh in Palästina
- Bergkamen in Deutschland
- Imola in Italien
- La Bañeza in Spanien
- Wirral in Großbritannien

## Persönlichkeiten
- Auguste Manet (1797–1862), Jurist und Ritter der Ehrenlegion, wurde in Gennevilliers geboren
- Gustave Caillebotte (1848–1894), Maler des Impressionismus, starb in Gennevilliers
- René Grignon (1950–2018), Radrennfahrer
- Isabelle Adjani (* 1955), Schauspielerin, wuchs in Gennevilliers auf
- Thierry Vigneron (* 1960), Stabhochspringer, wurde in Gennevilliers geboren
- Bruno Le Roux (* 1965), französischer Politiker, wurde in Gennevilliers geboren
- Roschdy Zem (* 1965), Schauspieler und Regisseur, wurde in Gennevilliers geboren
- Anthony Langella (* 1974), Radrennfahrer, wurde in Gennevilliers geboren
- Lamya Essemlali (* 1979), Umweltschützerin und Antispeziesistin, wurde in Gennevilliers geboren
- Édouard Roger-Vasselin (* 1983), Tennisspieler, wurde in Gennevilliers geboren
- Garra Dembélé (* 1986), Fußballspieler, wurde in Gennevilliers geboren
- David N’Gog (* 1989), Fußballspieler, wurde in Gennevilliers geboren
- Heuss l’Enfoiré (* 1992), Rapper, wurde in Gennevilliers geboren
- Louise Jallu (* 1994), Jazz- und Weltmusikerin, wurde in Gennevilliers geboren

## Gennevilliers in der Malerei
Der Künstler Hervé Di Rosa, ein Pionier der Art modeste, gestaltete zuletzt den Eingangsbereich des Centre socio-culturel Aimé Césaire. Der Ruf von Gennevilliers als Ort der Freilichtmalerei wurde hingegen schon am Ende des 19. Jahrhunderts begründet, als sich hier so bedeutende Impressionisten wie Paul Cézanne, Claude Monet, Berthe Morisot, Auguste Renoir und Alfred Sisley einfanden. Die Familie Manet verfügte hier über Grundbesitz und auch Gustave Caillebotte wohnte in Gennevilliers. Hier entstanden, wie im gegenüberliegenden Argenteuil, zahlreiche ihrer Werke.

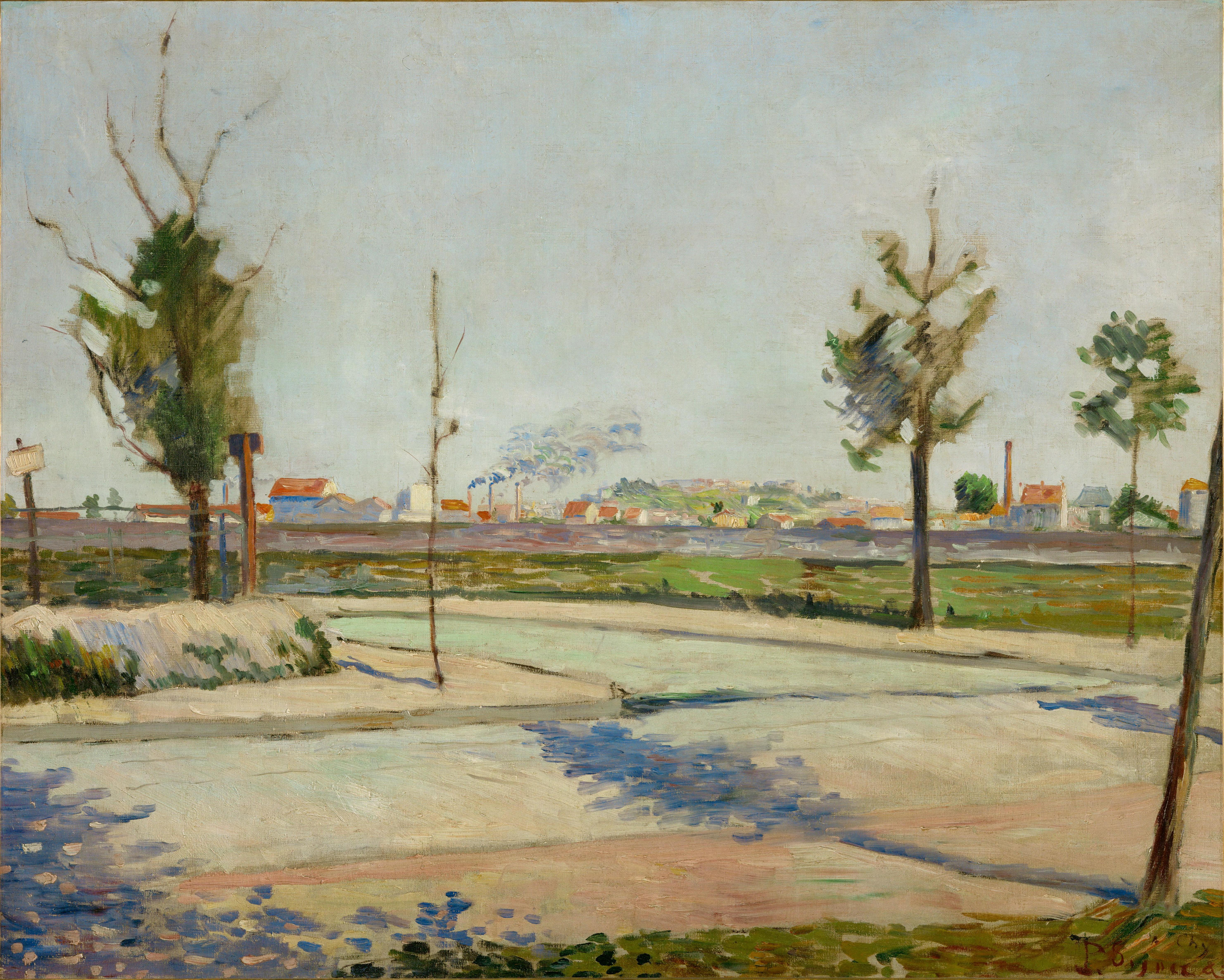
Paul Signac: Straße nach Gennevilliers
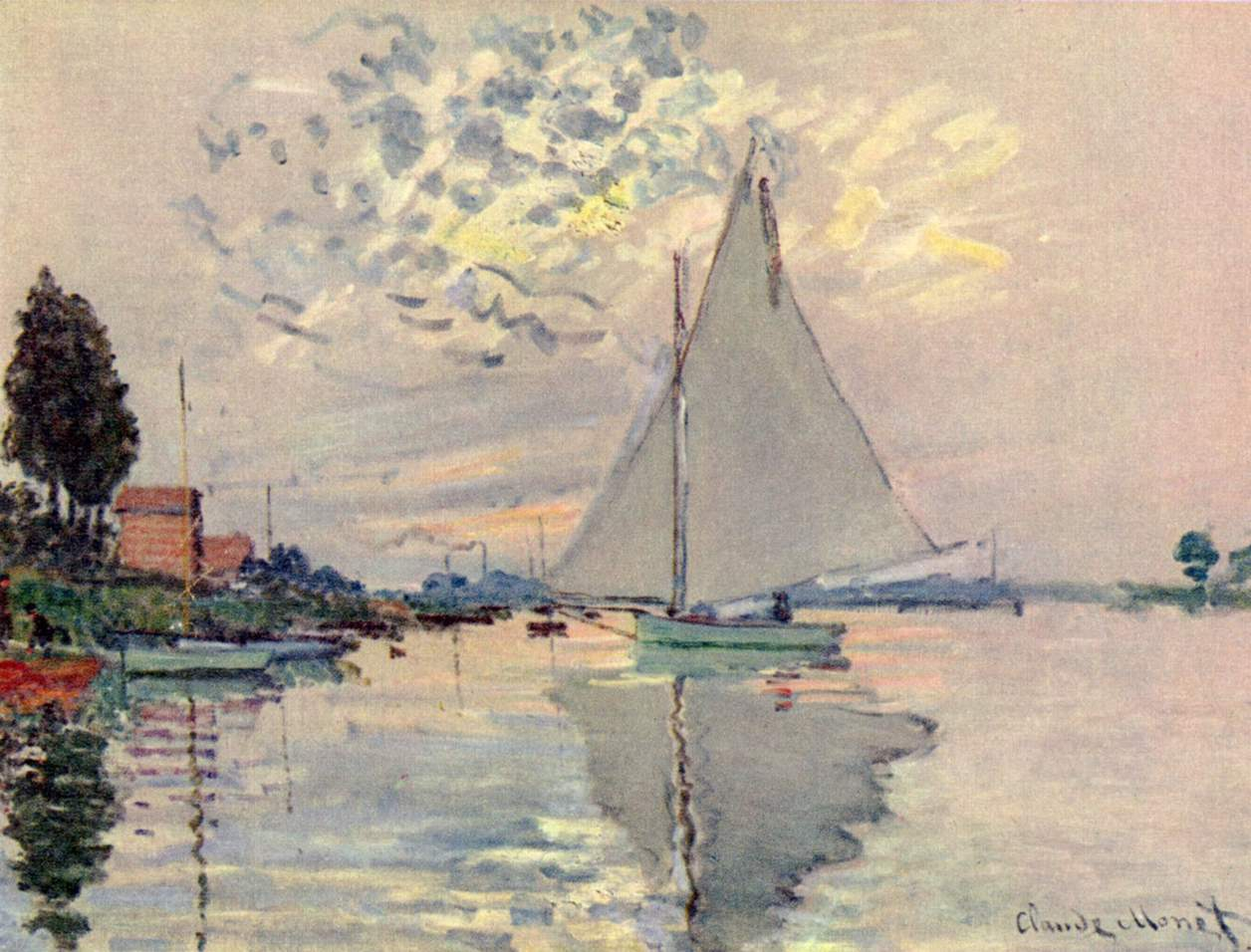
Claude Monet: Segelboot in Le-Petit-Gennevilliers
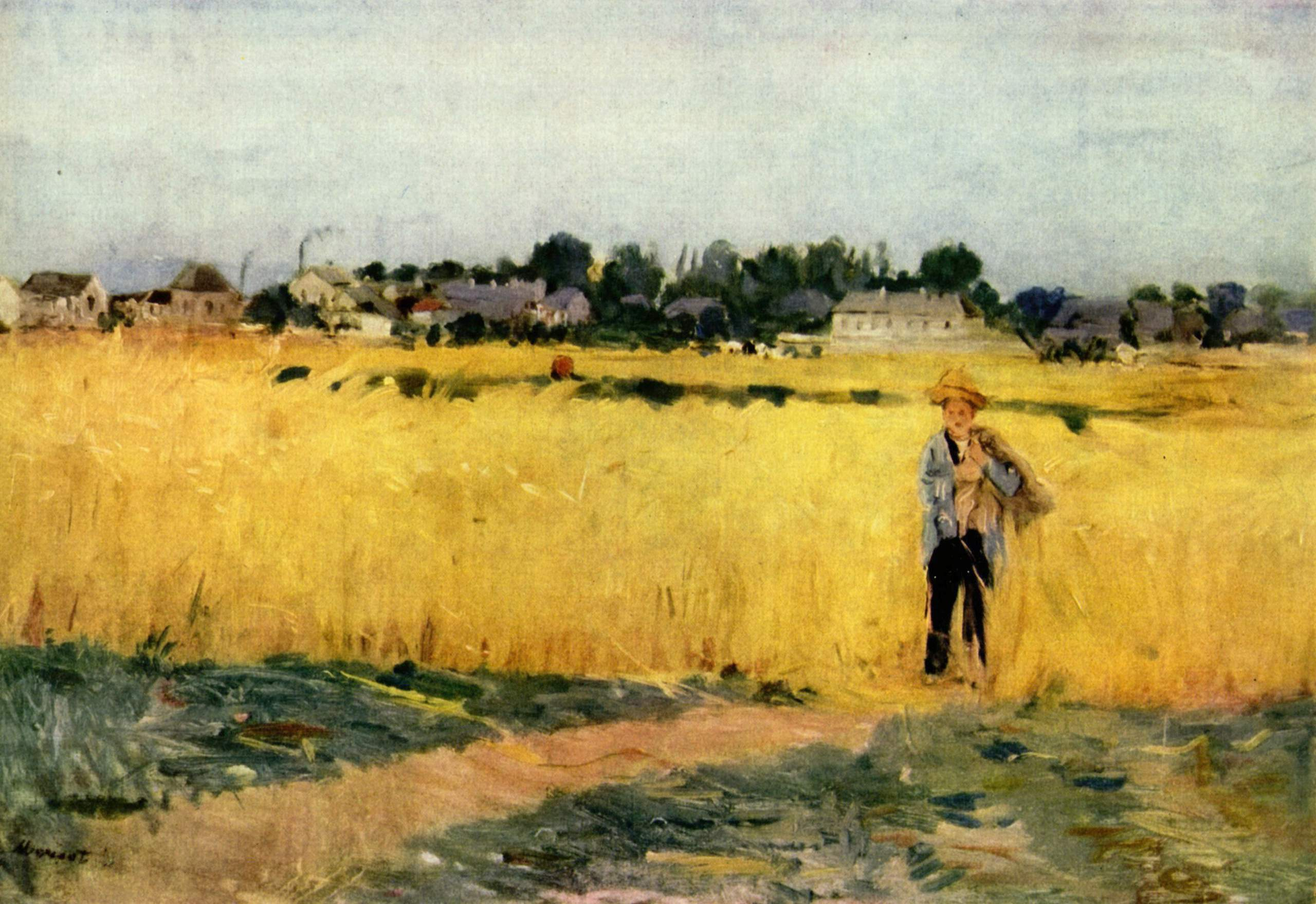
Berthe Morisot: Weizenfeld bei Gennevilliers
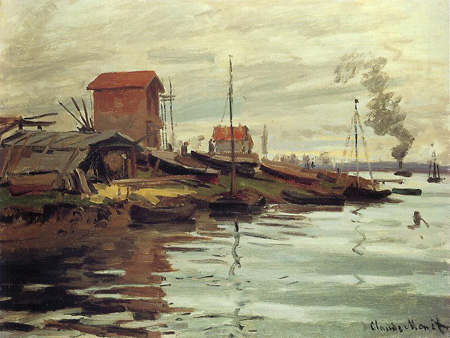
Claude Monet: Die Seine bei Petit Gennevilliers
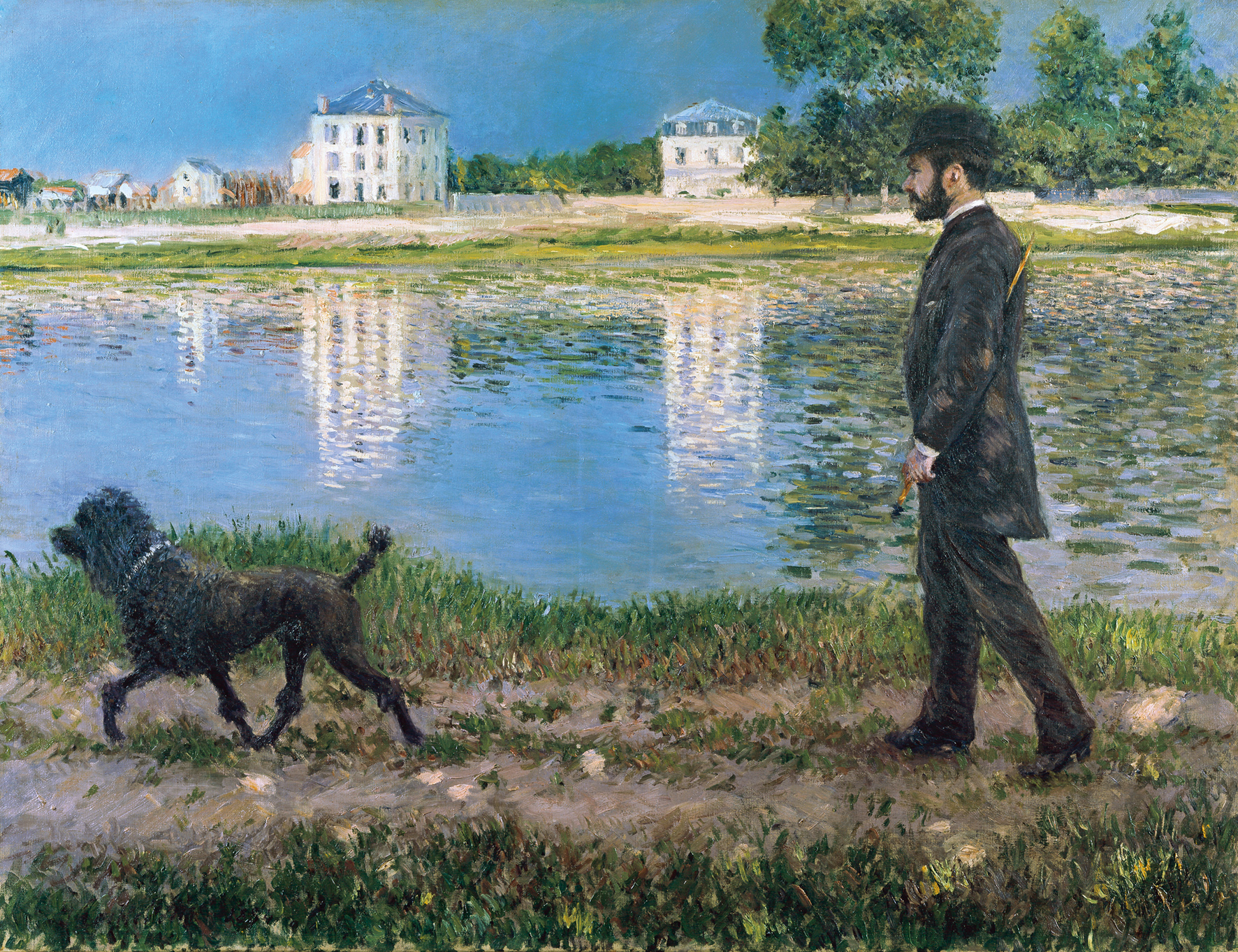
Gustave Caillebotte: Richard Gallo und sein Hund in Petit Gennevilliers